# Egzekucje w Lasach Chojnowskich
Egzekucje w Lasach Chojnowskich – zbiorowe egzekucje polskich więźniów politycznych przeprowadzane przez okupantów niemieckich w Lasach Chojnowskich koło Stefanowa (okolice Piaseczna). W styczniu i lutym 1943 roku funkcjonariusze SS i policji niemieckiej rozstrzelali tam 109 osób.

## „Zima terroru”

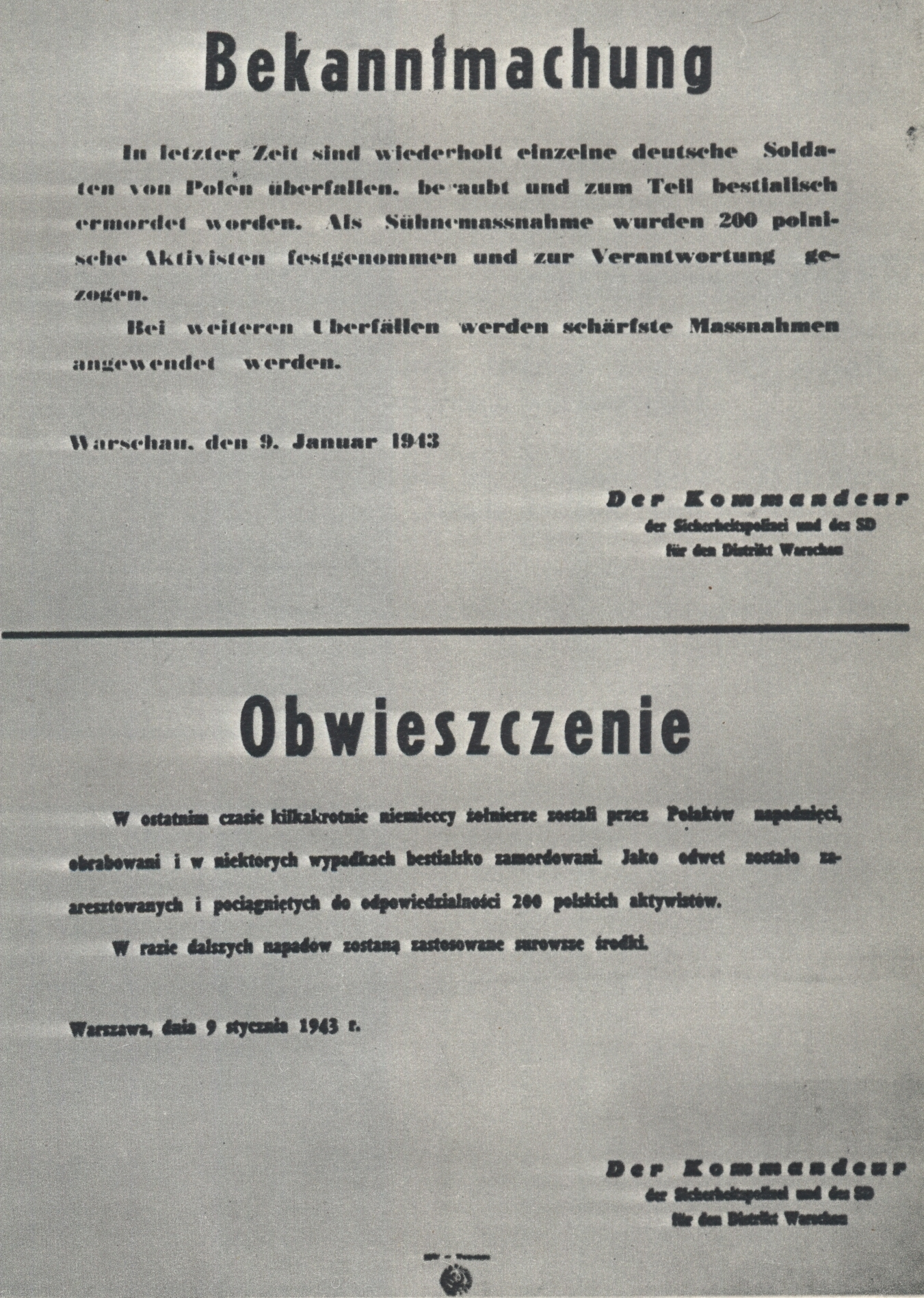
Niemieckie obwieszczenie z 9 stycznia 1943, informujące o aresztowaniu 200 „polskich aktywistów”

W nazistowskich planach ujarzmienia narodu polskiego Warszawa zajmowała miejsce szczególne. W Generalnym Gubernatorstwie stolica Polski stała się miastem prowincjonalnym, niemniej pozostawała nadal centrum polskiego życia politycznego, intelektualnego i kulturalnego. Stanowiła także siedzibę władz Polskiego Państwa Podziemnego oraz miejsce funkcjonowania silnych i zorganizowanych struktur ruchu oporu. Rezydujący w Krakowie generalny gubernator Hans Frank zapisał w swoim dzienniku pod datą 14 grudnia 1943: „gdybyśmy nie mieli Warszawy w Generalnym Gubernatorstwie, to nie mielibyśmy 4/5 trudności, z którymi musimy walczyć. Warszawa jest i pozostanie ogniskiem zamętu, punktem, z którego rozprzestrzenia się niepokój w tym kraju”.
Podczas okupacji Niemcy stosowali terror wobec ludności Warszawy, wymierzony w pierwszym rzędzie w przedstawicieli polskich elit politycznych i intelektualnych, społeczność żydowską oraz osoby w jakikolwiek sposób powiązane z ruchem oporu. Warszawskie więzienia i areszty – Pawiak, areszt śledczy przy ul. Daniłowiczowskiej, więzienie mokotowskie, piwnice siedziby Sipo w Alei Szucha – były pełne aresztantów. Codziennością stały się uliczne łapanki, deportacje do obozów koncentracyjnych i zbiorowe mordy. Egzekucje więźniów politycznych z Warszawy Niemcy przeprowadzali zazwyczaj w tajemnicy, w okolicznych miejscach niedostępnych dla osób postronnych. Miejscami kaźni stały się m.in. ogrody sejmowe przy ul. Wiejskiej; Las Kabacki; Palmiry w Puszczy Kampinoskiej; Szwedzkie Góry na terenie Bemowa; Las Sękociński koło Magdalenki; a także Laski, Wydmy Łuże i Wólka Węglowa na obrzeżach Kampinosu.
Na przełomie 1942 i 1943 roku nastąpiło wyraźne zaostrzenie niemieckich represji wobec ludności Warszawy. Okres ten nazwano później „zimą terroru”. W październiku 1942 roku Niemcy rozpoczęli w mieście masowe aresztowania, których szczyt przypadł na połowę listopada. Zatrzymano wówczas przedstawicieli polskiej inteligencji i tzw. „warstwy przywódczej” – m.in. księcia Zdzisława Lubomirskiego (senatora, członka Rady Regencyjnej Królestwa Polskiego), ks. Romana Archutowskiego (rektora Wyższego Seminarium Duchownego w Warszawie), prof. Kazimierza Drewnowskiego (rektora Politechniki Warszawskiej), dr Stanisława Sumińskiego (przyrodnika i pedagoga), Zofię Praussową (działaczkę PPS, posłankę na Sejm w latach 1922–30), Michała Gnoińskiego (byłego wojewodę krakowskiego), Hieronima Wierzyńskiego (wiceprezesa Związku Dziennikarzy RP) oraz Józefa Marszałka (generalnego sekretarza Państwowego Banku Rolnego). Masowe aresztowania objęły również środowiska robotnicze (podejrzewane przez Niemców o sympatie prokomunistyczne) oraz wysiedleńców z ziem zachodnich. Między październikiem a grudniem 1942 roku wywieziono do obozu koncentracyjnego Auschwitz ponad 600 więźniów Pawiaka (512 mężczyzn i 105 kobiet). Z kolei w dniach 15–17 stycznia 1943 w Warszawie miały miejsce wielkie łapanki uliczne, których przebieg osobiście nadzorował komendant SD i policji bezpieczeństwa w Warszawie (KdS) – SS-Standartenführer dr Ludwig Hahn. Zatrzymano wówczas co najmniej kilkanaście tysięcy osób, które następnie osadzono na Pawiaku, a także na terenie Cytadeli oraz w barakach nieopodal Dworca Wschodniego. 17 stycznia z Pawiaka odszedł transport do obozu koncentracyjnego na Majdanku, w którym znalazło się 1005 mężczyzn i 311 kobiet (według Reginy Domańskiej ok. 1200 mężczyzn i 311 kobiet). Niebawem do tego samego obozu deportowano kilka tysięcy ofiar łapanek przetrzymywanych w pozostałych punktach zbornych na terenie miasta. Wszystkie opisane wyżej represje były efektem rozkazów Reichsführera-SS Heinricha Himmlera, który polecił miejscowym dowódcom SS i policji zaostrzyć terror w okupowanej Polsce.
W trakcie „zimy terroru” wzrosła również liczba egzekucji. Między innymi w dniu 15 października 1942 roku Niemcy rozstrzelali na Wydmach Łuże 39 więźniów Pawiaka, a następnego dnia przeprowadzili pierwszą publiczną egzekucję na terenie Warszawy (w pięciu miejscach na peryferiach miasta powieszono wówczas 50 więźniów Pawiaka). Pod koniec października miała również miejsce masowa egzekucja w Lesie Kabackim. Z kolei w pierwszych miesiącach 1943 roku Niemcy przystąpili do rozstrzeliwania polskich więźniów politycznych na terenie Lasów Chojnowskich. Na miejsce kaźni wybrano okolice stacji Stefanów przy linii Grójeckiej Kolei Dojazdowej (obecnie część wsi Żabieniec), położone w odległości kilkuset metrów od szosy Warszawa–Góra Kalwaria.

## Pierwsze egzekucje w Stefanowie
Niewiele wiadomo na temat dwóch pierwszych egzekucji dokonanych przez Niemców w Lasach Chojnowskich. W trakcie ekshumacji przeprowadzonej w 1946 roku odnaleziono na miejscu kaźni dwie zbiorowe mogiły, w których spoczywały zwłoki 39 mężczyzn. Według informacji uzyskanych od miejscowej ludności były to ciała osób rozstrzelanych przez Niemców w dniach 6 stycznia i 2 lutego 1943 roku.
W grobie styczniowym odnaleziono 20 ciał. Udało się zidentyfikować tylko trzech zamordowanych – Ignacego Bakanacza, Jana Grudnia i Władysława Klucznika. Z kolei w mogile z 2 lutego odnaleziono 19 ciał. Nie udało się ustalić tożsamości żadnej z rozstrzelanych tego dnia osób. Przy jednym z ciał odnaleziono tylko kartkę z nazwiskiem Franciszek Nagel.

## Egzekucja w dniu 12 lutego

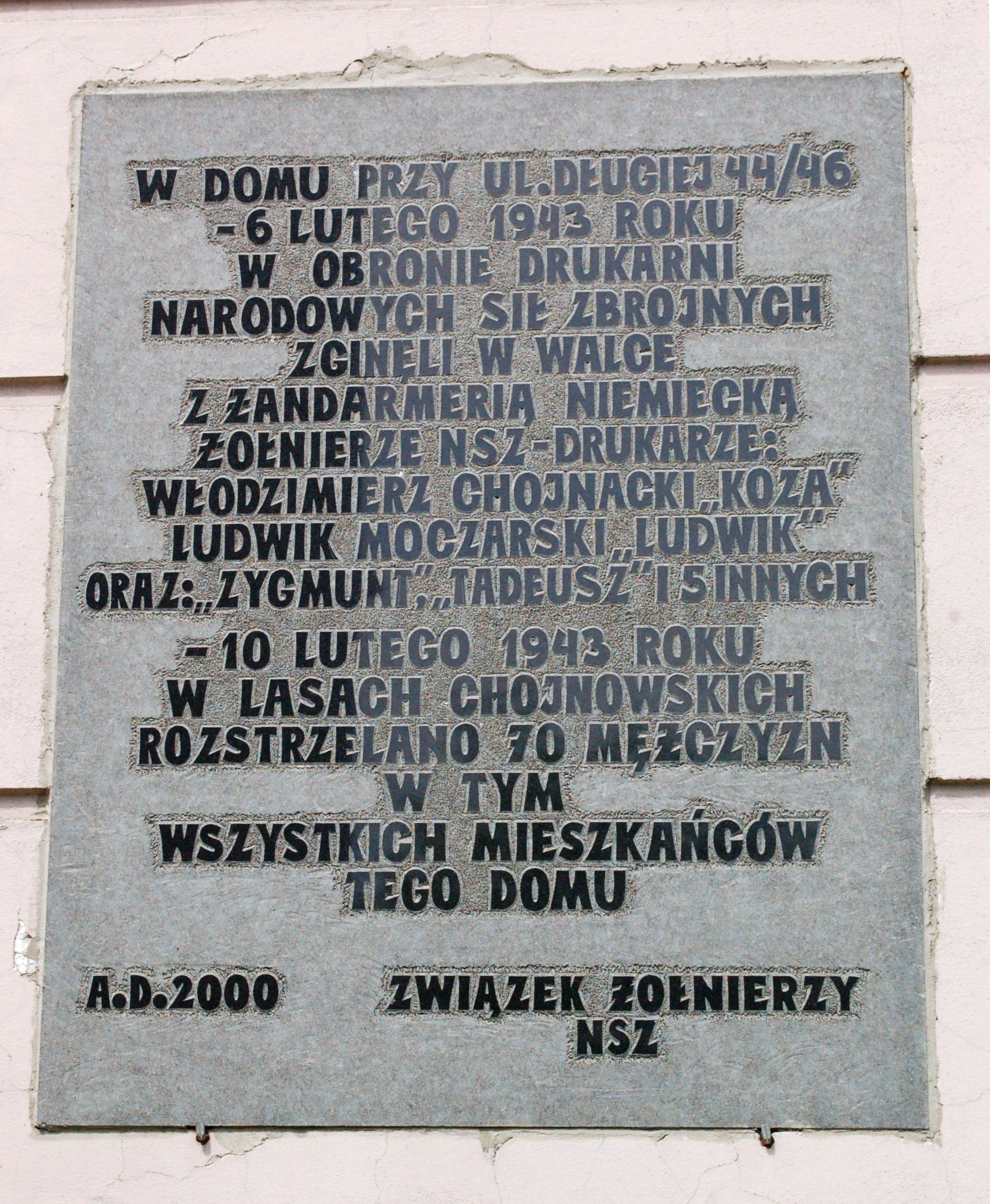
Pamiątkowa tablica na ścianie kamienicy przy ul. Długiej 44/46

Trzecia – najbardziej znana – egzekucja w Lasach Chojnowskich miała bezpośredni związek ze sprawą wykrycia nielegalnej drukarni w kamienicy przy ul. Długiej 44/46. W dniu 6 lutego 1943 roku niemiecka policja odkryła w oficynie tego domu skład broni oraz tajną drukarnię należące do Narodowych Sił Zbrojnych. Doszło do strzelaniny, w trakcie której zginęło kilku żołnierzy NSZ oraz kilku niemieckich policjantów. W trakcie gruntownej rewizji Niemcy aresztowali 80 osób (kilku konspiratorów oraz mieszkańców kamienicy), które następnie przewieziono na Pawiak. Tam Niemcy znaleźli w samochodzie porzucony rewolwer i ulotkę. Grożąc rozstrzelaniem wszystkich zatrzymanych rozkazali przyznać się właścicielowi pistoletu, a gdy ten wystąpił, został natychmiast zastrzelony. Trzy dni później SS-Oberscharführer Franz Bürkl (zastępca komendanta Pawiaka) zamordował strzałem w tył głowy właścicielkę kamienicy, 70-letnią Stefanię Olszowską (wdowę po pośle RP w Ankarze). Na Pawiaku zginęła również administratorka domu, nazwiskiem Vockrodt, którą zamordował Oberwachmeister Otto Zander.
29 kobiet aresztowanych w kamienicy przy ul. Długiej zostało deportowanych do obozu koncentracyjnego na Majdanku. Wszystkich aresztowanych tam mężczyzn stracono, mimo że nie mieli oni nic wspólnego ze sprawą drukarni. 12 lutego 1943 roku o godz. 7:30 z Pawiaka odszedł transport do Lasów Chojnowskich, w którym znalazło się 70 osób – w tym 56 mieszkańców kamienicy przy ul. Długiej 44/46. Więźniów, nagich bądź w bieliźnie, rozstrzeliwano grupami po 10 osób. Tego samego dnia na murach Warszawy rozlepiono obwieszczenie podpisane przez SS-Oberführera Ferdinanda von Sammern-Frankenegga (Dowódcę SS i Policji na dystrykt warszawski), w którym informowano o rozstrzelaniu 70 Polaków, „którzy w ostatnim czasie za pomocą broni dopuszczali się czynów zbrodniczych wobec Niemców”. Ponadto nałożono na miasto kontrybucję w wysokości 10 mln. złotych oraz na okres tygodnia wydłużono godzinę policyjną, przesuwając jej rozpoczęcie na godz. 19:00.

### Ofiary

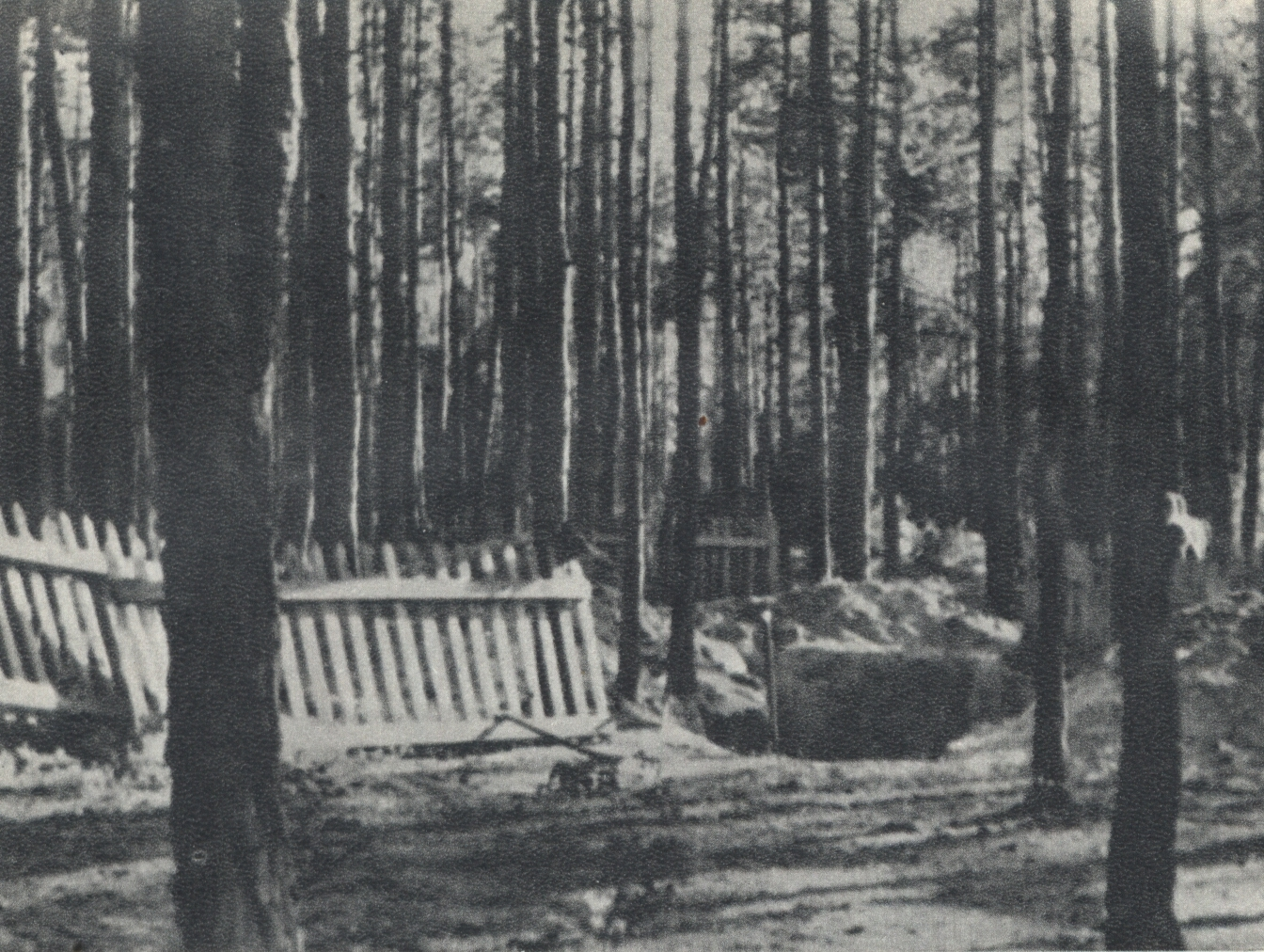
Masowe groby odnalezione latem 1946

Na podstawie informacji uzyskanych z konspiracyjnej komórki na Pawiaku wywiad AK szybko ustalił nazwiska osób straconych w dniu 12 lutego 1943. Obok mężczyzn z domu przy ul. Długiej w gronie ofiar znalazło się kilkunastu członków ruchu oporu oraz przedstawicieli polskiej inteligencji, których aresztowano jesienią 1942. Byli to między innymi:}
- Alojzy Horak (pułkownik WP, pierwszy komendant Okręgu Warszawa-województwo ZWZ/AK, główny inspektor Batalionów Chłopskich);
- Zygmunt Słomiński (prezydent Warszawy w latach 1927–1934);
- Jan Dybowski ps. „Jawor” (kierownik resortu komunikacji w Delegaturze Rządu na Kraj);
- Władysław Junosza-Szaniawski (literat, dziennikarz, stały felietonista „Kuriera Warszawskiego”);
- ks. Jan Niedziałek (profesor Wyższego Seminarium Duchownego w Siedlcach);
- Teofil Wrona (prawnik, redaktor wydawanego w ramach akcji „N” pisma Ostwache);
- ppłk Otton Grosser (urzędnik PKP);
- Tadeusz Frenkiel-Niwieński (artysta dramatyczny, reżyser);
- Kazimierz Cetnarowicz (działacz harcerski, członek komendy Organizacji Małego Sabotażu „Wawer”).
- Leon Wolnicki (właściciel zakładów introligatorskich i graficznych przy ul. Długiej 46).

## Po wojnie

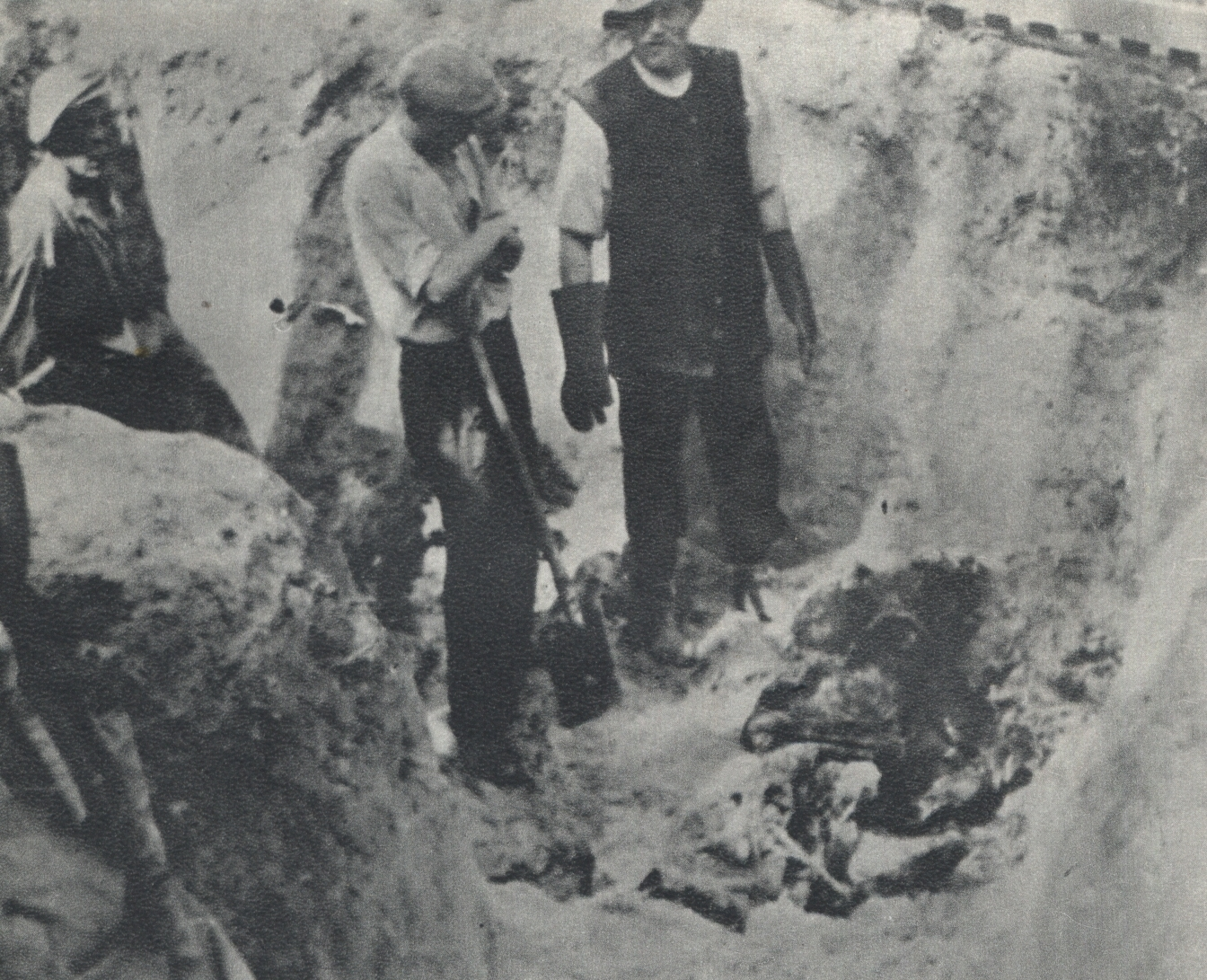
Powojenne prace ekshumacyjne w Lasach Chojnowskich (lato 1946)

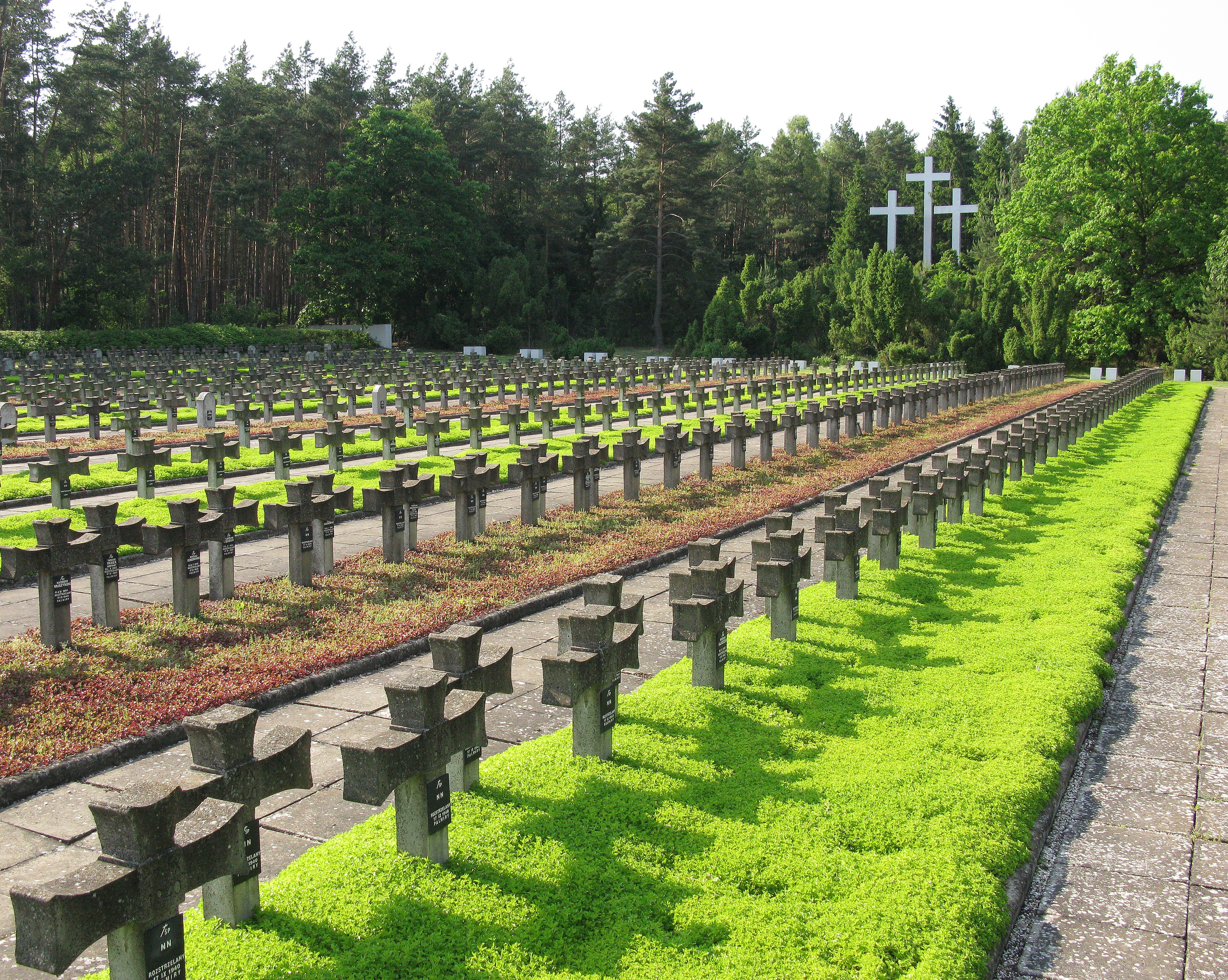
Cmentarz w Palmirach, na którym spoczywają m.in. ofiary egzekucji w Lasach Chojnowskich

Niemcom nie udało się zachować w tajemnicy zbrodni dokonywanych w Lasach Chojnowskich. Ludność pobliskich wsi (Żabieńca i Czarnowa) oraz pracownicy polskiej służby leśnej szybko zorientowali się, że w okolicach stacji Stefanów przeprowadzane są zbiorowe egzekucje. Mimo dużego ryzyka kilku leśniczych i gajowych z nadleśnictwa Chojnów (Wiśniewski, Bławdziewicz, Ławniczak, Świder) dokładnie oznaczyło lokalizację masowych grobów, co umożliwiło ich odnalezienie po wojnie.
W dniach 16–19 lipca 1946 roku pracownicy Polskiego Czerwonego Krzyża i Głównej Komisji Badania Zbrodni Niemieckich w Polsce prowadzili prace ekshumacyjne w pobliżu Stefanowa. W odległości kilkuset metrów od szosy Warszawa–Góra Kalwaria odnaleziono trzy masowe groby – dwa leżące obok siebie, a trzeci po drugiej stronie szosy. Z największej mogiły, kryjącej ofiary egzekucji z 12 lutego 1943 roku, wydobyto 66 ciał, spośród których 33 udało się zidentyfikować. Z pozostałych grobów ekshumowano 39 zwłok. Odnotowano przy tym, że drzewa stojące w pobliżu mogił nosiły ślady kul.
Odnalezione zwłoki zostały tymczasowo pochowane na cmentarzu w Jazgarzewie. Szczątki kilku zamordowanych (m.in. Alojzego Horaka i Zygmunta Słomińskiego) zostały później zabrane przez rodziny i pochowane na warszawskich cmentarzach. Ciała pozostałych 102 ofiar po pewnym czasie przeniesiono natomiast na cmentarz w Palmirach, gdzie obecnie spoczywają wraz ze szczątkami ponad 2000 ofiar niemieckiego terroru, odnalezionymi po wojnie w pozostałych miejscach kaźni nieopodal Warszawy.

## Odpowiedzialność sprawców
Odpowiedzialność za działania prowadzone zimą przełomu 1942/43 roku przez niemiecki aparat bezpieczeństwa w Warszawie – a więc również za egzekucje w Lasach Chojnowskich – spada w pierwszym rzędzie na gubernatora dystryktu warszawskiego, Ludwiga Fischera, oraz ówczesnego Dowódcę SS i Policji w dystrykcie warszawskim – SS-Oberführera Ferdinanda von Sammern-Frankenegga. 3 marca 1947 roku Ludwig Fischer został skazany wyrokiem Najwyższego Trybunału Narodowego na karę śmierci. Wyrok wykonano. Ferdinand von Sammern-Frankenegg zginął w 1944 roku podczas potyczki z jugosłowiańskimi partyzantami.
W rzeczywistości rolę spiritus movens dla wszystkich działań terrorystycznych i eksterminacyjnych prowadzonych wobec polskiej i żydowskiej ludności Warszawy pełnił podległy im SS-Standartenführer Ludwig Hahn – komendant SD i policji bezpieczeństwa w Warszawie w latach 1941–1944. Po wojnie Hahn przez wiele lat mieszkał w Hamburgu pod swoim prawdziwym nazwiskiem. Przed sądem stanął dopiero w 1972 roku i po trwającym rok procesie skazany został na karę 12 lat pozbawienia wolności. W procesie rewizyjnym hamburski sąd przysięgłych podwyższył karę na dożywotnie pozbawienie wolności (1975). Hahn wyszedł jednak na wolność w 1983 roku i zmarł trzy lata później.